# Nauczyciel Żeglowania PZŻ
Nauczyciel żeglowania PZŻ – stopień nauczycielski Polskiego Związku Żeglarskiego.

## Wymagania
Warunkiem uzyskania stopnia Nauczyciela żeglowania PZŻ jest:
- ukończenie 18 roku życia,
- posiadanie co najmniej wykształcenia średniego,
- posiadanie stopnia żeglarza jachtowego lub wyższego stopnia żeglarskiego,
- zdanie z wynikiem pozytywnym sprawdzian dopuszczający z wiedzy teoretycznej i umiejętności manewrowania jachtem pod żaglami i na silniku w zakresie odpowiadającym egzaminowi na patent żeglarza jachtowego  przed komisją egzaminacyjną PZŻ,
- posiadanie umiejętność pływania potwierdzonej odpowiednim dokumentem albo oświadczeniem własnym.

## Uprawnienia
- praktyczne nauczanie żeglarstwa w ramach zorganizowanego szkolenia na stopnie żeglarskie do posiadanego stopnia włącznie, pod nadzorem Kierownika Wyszkolenia Żeglarskiego,
- prowadzenie teoretycznych i praktycznych zajęć ogólnożeglarskich.